# 裝甲兵團

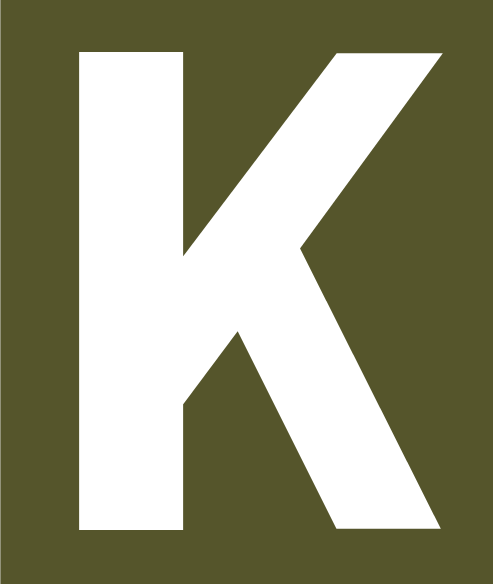
德軍第一支裝甲兵團「克萊斯特裝甲兵團」隊徽，為兵團長克萊斯特（Kleist）姓首字

裝甲兵團（德語：Panzergruppe，英譯為Panzer Group）是德國國防軍在第二次世界大戰期間組建的裝甲戰單位，由數個裝甲或摩托化軍組成，屬臨時性編制，規模相當於特遣軍團，通常作為集團軍主力，用於包圍殲滅敵軍。後來裝甲兵團全被改編為裝甲軍團，混編了數個非摩托化部隊。
最早建立的裝甲兵團為用於法國戰役的第1裝甲兵團，下辖第19裝甲軍（第1、2、10裝甲師、大德意志步兵團）和第41裝甲軍（第6、8裝甲師），佔全國防軍裝甲師總數的一半。至發動「巴巴羅薩行動」入侵蘇聯前夕，德國成立了4個裝甲兵團，在北方與南方集團軍各部署一個，中央集團軍則擁有兩個，也因此後者才得以在行動期間屢次完成大規模包圍殲滅戰。1941年的每個德軍裝甲兵團擁有600至1000輛戰車，由2至4個軍組成，換算為師則由7至18個師，共2至5個裝甲師、3至4個摩托化師和2至6個步兵師。

## 列表
- 第1裝甲兵團：前身為於1940年3月1日成立，因由埃瓦尔德·冯·克莱斯特指揮而被命名的「克萊斯特裝甲兵團」，後於1940年11月16日更名為第1裝甲兵團，至1941年10月5日改編為第1裝甲軍團。
- 第2裝甲兵團：前身為於1941年11月16日成立，因由海因茨·古德林指揮而被命名的「古德林裝甲兵團」，後於1940年11月16日更名為第2裝甲兵團，至1941年10月5日改編為第2裝甲軍團。
- 第3裝甲兵團：成立於1941年2月17日，由赫爾曼·霍特指揮，1942年1月1日改編為第3裝甲軍團。
- 第4裝甲兵團：成立於1941年2月17日，由埃里希·霍普納指揮，1942年1月1日改編為第4裝甲軍團。
- 非洲裝甲兵團：成立於1941年9月1日，由埃爾溫·隆美爾指揮，1942年1月30日改編為非洲裝甲軍團。
- 西部裝甲兵團：成立於1944年1月24日，由里奧·蓋爾·馮·施韋彭堡指揮，1944年8月5日改編為第5裝甲軍團。

## 註腳
1. ↑  Frieser（2012年），第117-121页
2. ↑  滕昕雲（2003年），第301页
3. ↑  encyclopedia

## 資料來源
- Frieser, Karl-Heinz.  4. Aufl. München: Oldenbourg. ISBN 3-486-71544-5 （德语）.
- . encyclopedia.mil.ru.   [2020-12-01] （俄语）.
- 滕昕雲, , 老戰友工作室出版社, 2003, ISBN 957-30497-7-5 （中文）